# CENTO
CENTO, acronimo inglese per Central Treaty Organization, è stato un patto organizzativo tra il Pakistan, l'Iran, l'Iraq, la Turchia ed il Regno Unito. L'associazione è stata fondata il 24 febbraio 1955, con il nome di METO, Middle East Treaty Organization, nota anche come Patto di Baghdad. Solo dopo la fuoriuscita dell'Iraq, l'organizzazione assunse la denominazione finale.
La sede dell'organizzazione fu a Baghdad dal 1955 al 1958, quando un colpo di Stato abbatté la monarchia irachena. Fu quindi trasferita ad Ankara, dove rimase fino allo scioglimento dell'alleanza nel 1979.

## Storia

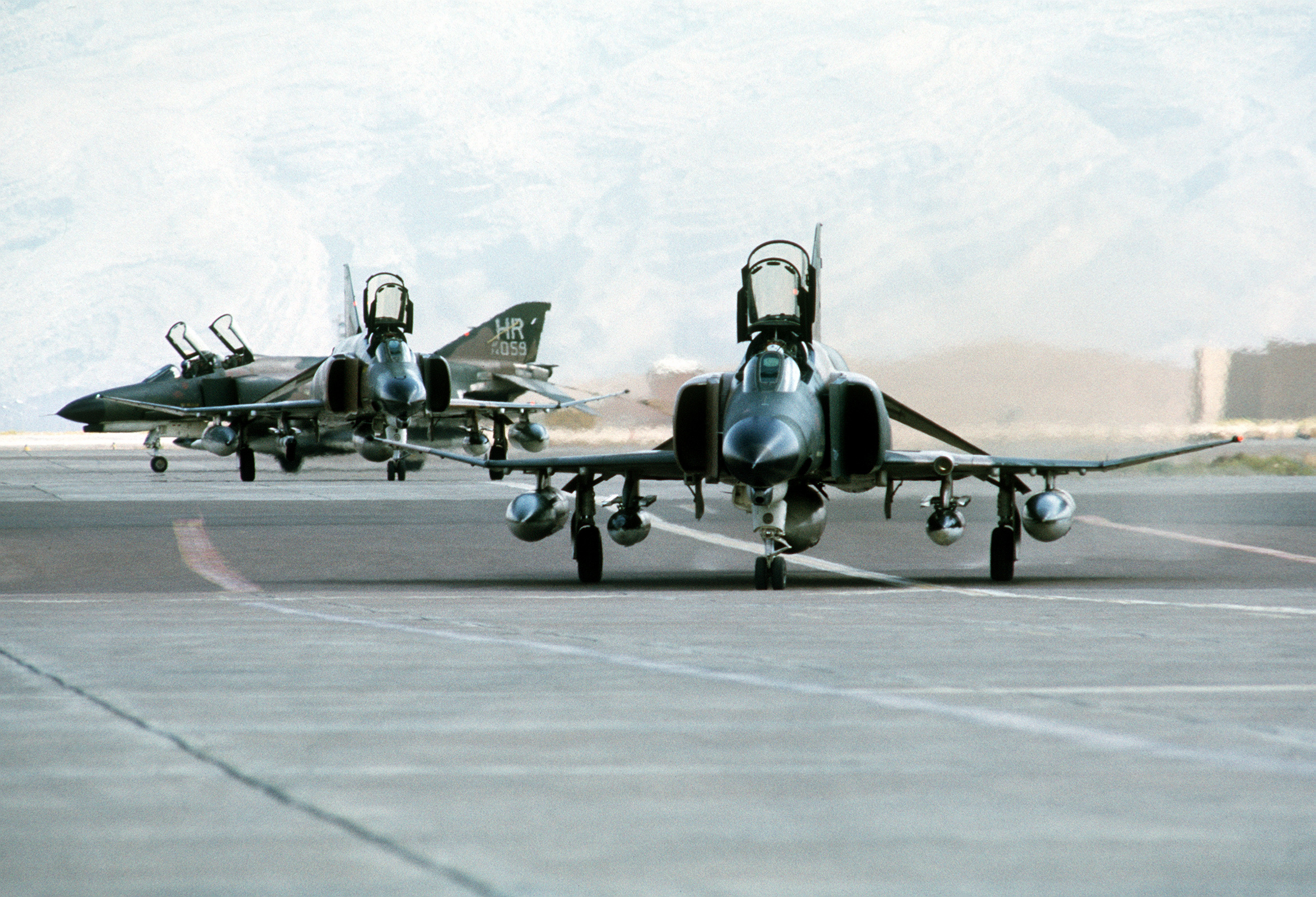
Tre aerei McDonnell Douglas F-4E Phantom II dell'aeronautica militare americana nella base area di Shiraz Air Base, 1º agosto 1977

Il 12 gennaio 1955, al termine di negoziati e colloqui ufficiali tra il presidente del Consiglio turco Adnan Menderes ed il primo ministro iracheno Nuri al-Sa'id, venne raggiunta l'intesa che avrebbe portato, il 24 febbraio 1955 alla firma ufficiale del Patto di Baghdad, città in cui si svolse la cerimonia. L'annuncio di tale accordo insieme all'adesione della Gran Bretagna, venne accolto negativamente negli altri Paesi arabi: vi furono violente manifestazioni di protesta in vari paesi e da Egitto e Siria l'iniziativa venne percepita come l'ennesimo tentativo da parte delle potenze occidentali di estendere la propria influenza nelle regioni arabe. In base a tali motivazioni, l'Egitto, all'epoca guidato da Nasser, rifiutò di aderirvi. Anche la Giordania, a causa di alcuni moti interni, alla fine non partecipò all'intesa. Verso la fine dell'anno si aggiunsero l'Iran e il Pakistan.
L'accordo prevedeva l'impegno per le parti contraenti di cooperare per fronteggiare in comune ogni eventuale aggressione contro di loro, in chiave anticomunista. Per gli Stati Uniti l'associazione doveva rappresentare un anello tra la NATO e la SEATO, mentre la Gran Bretagna la vedeva principalmente come uno strumento per garantire la propria influenza in quella zona. Come la SEATO, la CENTO aveva anche finalità assistenziali e culturali, mirando a contribuire alla trasformazione economica e civile dei Paesi aderenti attraverso consistenti aiuti finanziari per progetti, ad esempio, agricoli e tecnico-scientifici.

All'atto pratico, l'alleanza arginò l'ingerenza sovietica solo all'interno dei propri membri: la partecipazione occidentale dapprima destabilizzò la lega araba; successivamente facilitò le relazioni sovietiche con gli altri paesi, tanto che questi aprirono basi militari in Egitto, Siria e Yemen. Un'altra criticità fu data dalla mancanza di un vero e proprio apparato miliare. Sebbene ci fossero annualmente esercitazioni militari congiunte e un comitato militare, non vi era una presenza sul territorio di basi dell'iniziativa. Una delle poche, e più significative, si trovava a Cipro. 
Nel 1958 gli Stati Uniti entrarono a far parte del comitato militare, senza tuttavia diventare un membro a tutti gli effetti. Si è speculato molto sulla mancata partecipazione all'alleanza: Foster Dulles, segretario di stato sotto Eisenhower, sostenne che fosse a causa delle lobby pro-Israele che impedivano al Congresso di approvare l'alleanza. Tuttavia la critica sostiene posizioni diverse: per alcuni ciò era dovuto al fatto che gli Stati Uniti avrebbero preferito un'alleanza totalmente araba, senza europei, e quindi biasimarono l'ingresso dell'alleato britannico, ma, nonostante il loro piano fosse fallito, non ne fecero mai parte; altri ritengono fosse solo per una questione di budget.
L'Iraq, dopo il colpo di Stato dell'Organizzazione degli ufficiali patriottici del 1958, si ritirò dall'organizzazione. Questo ridusse l'importanza dell'associazione, la quale non riuscì a convincere ad unirsi altre nazioni. Con il passare del tempo, la paura verso l'URSS diminuì, poiché questa aveva problemi con la Cina. Le altre cause che avrebbero portato allo scioglimento del patto vanno ricercate nelle vicende politiche dei paesi membri: la crisi turco-cipriota; le guerre indo-pakistane; le dispute territoriali Iraq e Iran. La CENTO venne sciolta nel 1979, dopo la rivoluzione iraniana capeggiata dall'Ayatollah Khomeyni.